# Lamprotatus conicus
Lamprotatus conicus är en stekelart som beskrevs av Girault 1917. Lamprotatus conicus ingår i släktet Lamprotatus och familjen puppglanssteklar. Inga underarter finns listade i Catalogue of Life.